# Perespa (obwód lwowski)
Perespa (ukr. Переспа) – wieś na Ukrainie, w rejonie czerwonogrodzkim obwodu lwowskiego. Wieś liczy około 740 mieszkańców.
W II Rzeczypospolitej do 1934 samodzielna gmina jednostkowa. Następnie należała do zbiorowej wiejskiej gminy Tartaków Miasto w powiecie sokalskim w woj. lwowskim. W związku z poprowadzeniem nowej granicy państwowej na Bugu, wieś wraz z całym obszarem gminy Tartaków Miasto znalazła się w Ukraińskiej SRR.

## Urodzeni
- Maria Kraińska (1916-2002) – pielęgniarka, pierwsza amazonka startująca w Polsce w zawodach hippicznych
- Henryk Suchecki (1811-1872) – filolog, językoznawca, profesor Uniwersytetu Karola w Pradze i Uniwersytetu Jagiellońskiego
- Klementyna Żurowska (1924–2015) – historyk sztuki, mediewista, prof. nauk humanistycznych, nauczyciel akademicki na UJ